# Rälsåterledning
Rälsåterledning är den del av drivkretsen vid elektrifierad järnväg som går från tågets transformator, via hjulen genom rälsen och åter till matningen av kontaktledningen. I särskilda artiklar beskrives elektrifierad järnväg (översikt), kontaktledningen och matning av kontaktledningen. Här beskrivs ej matning av likströmssystem. 

## Allmänt
Loket har en transformator som tar ned spänningen till lämplig nivå för traktionsmotorerna. Transformatorns primärlindning är i ena änden ansluten till strömavtagaren och kontaktledningen. Den andra änden är ansluten till en släpkontakt på en hjulaxel som i sin tur leder ned strömmen till rälsen.
Det är endast den ena rälen, S-rälen, som används för återledningen. Den andra, I-rälen, används som spårledning för att upptäcka hinder på spåret. Redan när man elektrifierade malmbanan upptäckte man att telegraftrafiken stördes när tågen gick. Det visade sig bero på att strömmen från rälsen letade sig ned i marken och tog andra vägar tillbaka till matningsstationen. Detta fenomen kallas vagabonderande strömmar. Ett annat problem var att man fick spänningsfall i de rostande skenskarvarna. Det löstes snabbt genom att man lödde fast en kopparfläta över varje rälsskarv.

## Lösningar
Man har för närvarande fem lösningar på återledningen:
- Endast S-rälen används för återledningen. Om rälsen ej är helsvetsad så löder man fast en kopparfläta över varje skarv. Används mest vid likströmselektrifierade banor. Ger vagabonderande strömmar. Billigt, men den höga impedansen ger energiförluster.
- En återledare parallellkopplad med rälsen hängs upp i kontaktledningen. Återledaren förbinds med rälsen med vissa intervall utmed banan. Eliminerar det mesta av de vagabonderande strömmarna. Man kan dessutom ha isolerande rälsbefästning för att ytterligare minska läckströmmar mot marken. Detta system är vanligt i till exempel Tyskland.

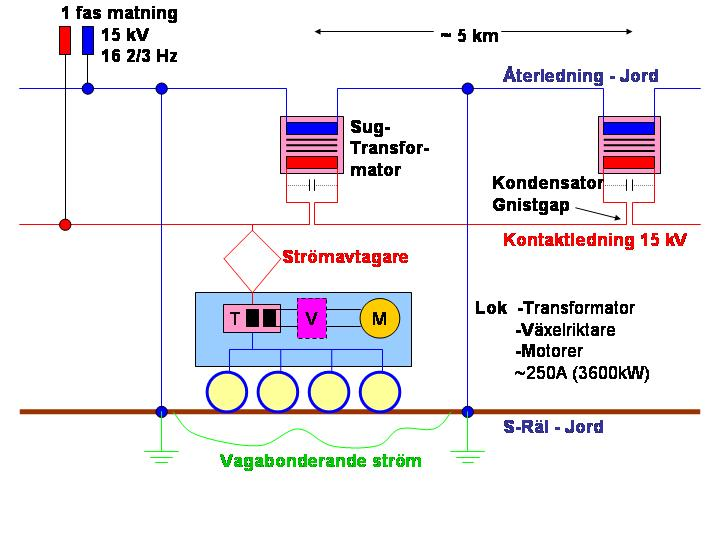
Återledning med hjälp av sugtransformatorer (Booster Transformer System BT). Man ser hur strömmen leds genom strömavtagaren till en transformator och vidare ner genom hjulen till rälsen. Transformatorn genererar lågspänd ström till en eventuell växelriktare och sedan till drivmotorerna.

- Sugtransformatorer (Booster Transformer - BT-system) används tillsammans med en återledare i kontaktledningen. Se vidstående schema. En sugtransformator är en vanlig transformator med en primär- och sekundärlindning. Men omsättningen är 1:1, det vill säga båda lindningarna har lika många varv. Sugtransformatorerna placeras ut med ungefär fem kilometers mellanrum utmed spåret. Man låter sedan kontaktledningens ström gå igenom primärlindningen (seriekoppling, rött i schemat) och låter återledningen gå genom sekundärlindningen (blått i schemat). Strömmen genom primärlindningen kommer då att alstra en motsvarande elektromotorisk kraft EMK i sekundärlindningen. Denna EMK kommer då att "suga" till sig ström från återledningen vilket gör att mindre ström vagabonderar genom marken. Sugtransformatorerna har visat sig mycket effektiva. Sverige valde tidigt att använda tekniken på de flesta större linjerna. En nackdel med sugtransformatorerna är att man måste ha en isolator i kontaktledningen vid transformatorn. Denna isolator ger dessvärre ljusbågar i strömavtagaren. Det är huvudskälet till att till exempel Tyskland ej använder systemet. Ljusbågen kan dock minskas om man har en kondensator över primärlindningen (se fig).

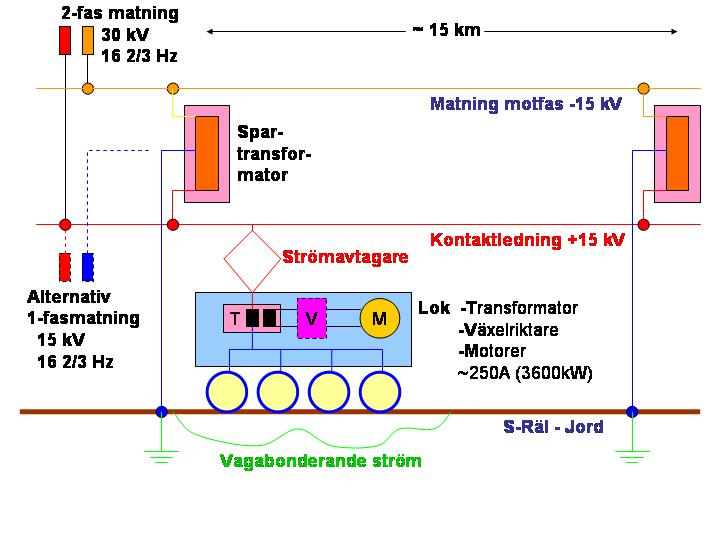
Återledning med hjälp av Autotransformatorer (Auto Transformer System AT)

- Autotransformatorer eller spartransformatorer (Auto Transformer System - AT-system) kopplade mot en matarledning i motfas med kontaktledningen samt rälsen. Se vidstående schema. En autotransformator har endast en lindning men ett extra uttag i mitten. Som vanligt har kontaktledningen 15 kV spänning (25 kV i många andra länder) och rälsen har jordpotential. Men i stället för en återledare på ledningsstolparna har man en extra matarledning där växelströmmen ligger i 180 graders motfas (en sorts två-fassystem) till kontaktledningen. Då blir spänningen mellan dem 2x15=30 kV (resp. 50 kV). Den dubbla spänningen gör att strömmen halveras både i kontaktledningen och matarledningen. Undantaget är den sträcka där ett tåg råkar befinna sig varvid strömmen blir som vanligt. Autotransformatorerna placeras ut glesare, vanligen med tio kilometers mellanrum. AT-systemet gör att man kan tillföra mer ström, att man slipper ljusbågarna och att samma tåg kan köras som i BT-systemet. Det kan matas både med 15 kV och 30 kV och kan även kombineras med BT-systemet. AT-systemet är redan i drift på Malmbanan och Botniabanan. AT-system har även införts i samband med byte av kontaktledning längs södra stambanan mellan Mjölby och Nässjö. Även västra stambanan håller på att få AT-system väster om Hallsberg.

I samband med nybyggnation eller större kontaktledningsarbeten så byts äldre BT-system ut mot AT-system.  
- Koaxialkabel för matning och återledning. Matningsströmmen går i kabelns kärna och returströmmen i höljet. Kabeln läggs i marken utmed spåret. Varje kilometer förbinds kabeln med kontaktledningen och rälsen. Systemet har låg impedans och ger mycket låga förluster/störningar men är rätt dyrt. Används bara i Japan.